# La Cafetière (Marquet)
Pour les articles homonymes, voir La Cafetière.
La Cafetière est un tableau réalisé par Albert Marquet en 1902.
Cette nature morte réalisée à la peinture à l'huile sur toile est conservée au musée des Beaux-Arts de Bordeaux.